# Ressetacultuur
De Ressetacultuur (Russisch: Рессетинская культура) is een archeologische cultuur van het eindpaleolithicum van Centraal-Rusland, met name in het stroomgebied van de Boven-Oka, Kljazma, Boven-Wolga en Westelijke Dvina (oblasten Moskou, Tver, Rjazan, Kaloega, en het noordoosten van Wit-Rusland).
De cultuur werd voor het eerst beschreven in 1983 door de Moskouse archeoloog Aleksej Sorokin. Ze is vernoemd naar de Resseta 3-site in de oblast Kaloega aan de rivier de Resseta. Alle sites zijn gevonden aan de oevers van oude meren.
Op basis van geologie, geomorfologische gegevens en indirecte aanwijzingen zou de chronologische positie van de Ressetacultuur moeten overeenkomen met de warmteperiode na het Waldaj-glaciaal (Weichselien) en vóór het begin van het Holoceen, dat wil zeggen van 14-13.000 BP tot 10.2-9.800 BP (laatpaleolithicum-vroegmesolithicum). 
Onder de vondsten bevinden zich vuurstenen schijven, stekers, schrapers en pijlpunten.